# 水町京子
水町 京子（みずまち きょうこ 1891年12月25日 - 1974年7月19日）は、日本の歌人、教育者。作詞家としても名を残す。本名は甲斐ミチ（かいミチ）。

## 経歴
1891年、香川県高松市に生まれる。東京女子高等師範学校国文科に進み、在学中に尾上柴舟の指導を受ける。のち古泉千樫の門に入り青垣会に参加。古泉没後は、独自に活動を続け大正時代末期から自ら歌集「草の実」、「不知火」などを刊行。1935年より「遠つびと」（とほつびと）を主宰し、亡くなるまで主幹を務めた。歌人としての活動と並行し、教育者として淑徳女学校（現:淑徳中学校・高等学校もしくは淑徳大学）で国語教師を務めた後、桜美林学園（現:桜美林大学）へ移り教授を務めた。1974年7月19日、冠状動脈不全のため神奈川県相模原市相模野病院で死去。83歳。葬儀は桜美林学園の学園葬として行われた。

## 主な著作
- 『不知火』（抒情詩社、1923年4月）
- 『水ゆく岸にて』（女人短歌會、1950年11月）
- 『水町京子歌集』（日本文芸社、1961年5月）
- 『木更津第一小学校校歌』（1934年2月に東京音楽学校へ校歌作成依頼→1935年5月に文化省にて校歌採用認定（検定））